# ألبرت جون تشالمرز
كان ألبرت جون تشالمرز (بالإنجليزية: Albert John Chalmers) (28 مارس 1870 - 5 أبريل 1920) طبيبًا استعماريًا بريطانيًا كان رائدًا في مجال الأبحاث في طب المناطق الحارة.

## سيرة شخصية
ولد ألبرت جون تشالمرز في مانشستر في 28 مارس 1870. حصل على مؤهلاته في عام 1890 في جامعة ليفربول، حاصل على زمالة هولت. انضم إلى الخدمة الطبية في غرب إفريقيا، حيث عمل لمدة أربع سنوات في مستعمرة جولد كوست، كمساعد جراحي استعماري. كان المسؤول الطبي الرئيسي بالوكالة في المستعمرة خلال حصار كوماسي في عام 1900 عندما تم ذكره في إرساليات وبعد ذلك حصل على ميدالية أشانتي وأنهى خدمته.
غادر إلى سيلان في عام 1901 حيث عمل للسنوات العشر التالية كمسجل ومحاضر في علم الأمراض في كلية الطب في كولومبو.
كان نقيبًا في فيلق سيلان الطبي التطوعي ورئيسًا لفرع سيلان في الجمعية الطبية البريطانية في عام 1907.
في عام 1911 حصل على ميدالية الملك جورج الخامس التتويج. بعد عمله في لجنة بلاغرا الميدانية عام 1913، تم تعيينه مديرًا لمختبرات ويلكوم الاستوائية للبحوث في الخرطوم. وبحلول ذلك الوقت كان اسمًا معروفًا في الطب الاستوائي. أثناء وجوده في كولومبو، شارك في تأليف ألدو كاستيلاني دليل الطب الاستوائي، الذي ظهر الإصدار الأول منه عام 1910 ووصفه FH Garrison بأنه «أفضل كتاب حديث عن الطب الاستوائي».
في فبراير 1920، قدم تشالمرز استقالته إلى حكومة السودان وانطلق مع زوجته، أليس ، في إجازة للسفر حول العالم لكنه مرض في الهند. توفي بسبب اليرقان المعدي الحاد في المستشفى العام في كالكوتا في 5 أبريل 1920.
يتم تقديم وسام تشالمرز التذكاري سنويًا من قبل الجمعية الملكية للطب الاستوائي والنظافة، اعترافًا بالبحث المتميز الذي ساهم في معرفة الطب الاستوائي والنظافة الاستوائية.